# Escorxador Municipal (Caldes de Malavella)
L'Escorxador Municipal és un edifici situat als afores del municipi de Caldes de Malavella (Selva). És una obra inclosa en l'Inventari del Patrimoni Arquitectònic de Catalunya.

## Descripció
És un edifici de planta baixa i tres cossos, el central més alt que els laterals. Té una coberta inclinada amb teula ceràmica a quatre vessants al cos principal i, a tres vessants als laterals. Façana de maó arrebossat i pintada de blanc i, d'una gran simplicitat, amb repetició d'obertures i sense ornament, d'aquesta manera l'edifici s'anticipa al que serà el racionalisme arquitectònic als anys 30. Actualment és la deixalleria municipal.